# Mercedes Álvarez (directora de cine)
Mercedes Álvarez (Aldealseñor, Soria, 1966) es una cineasta  y artista visual española cuya obra destaca por  un estilo pausado, y una gran carga poética y emocional. Guionista y directora de cine Comprometida con el cine de la realidad y la memoria, compagina el cine, con la docencia.

## Trayectoria
Comenzó su labor de cineasta con El viento africano (1997), un cortometraje que muestra la vida amable y distendida en el interior de una peluquería de caballeros en un caluroso mes de agosto español. Las conversaciones giran en torno a la ola de calor. 
En 1998, Mercedes Álvarez se graduó en la primera edición del Máster en Documental de Creación de la Universidad Pompeu Fabra de Barcelona donde tuvo de profesor a José Luis Guerín, con quien acabó colaborando como montadora en su película En construcción. A partir de este trabajo, decidió abordar en solitario su tarea como cineasta.
El cielo gira (2004), rodado en su pequeño pueblo de origen, Aldealseñor (Soria), fue su primer largometraje como directora, del que también firmó el guion junto a Arturo Redín. Obtuvo el reconocimiento unánime de la crítica, y numerosos premios internacionales como el Tiger Award en el Festival de Cine de Rótterdam, (primera película española en ganarlo), el Grand Prix en el Cinéma du Réel (París), el Infinity en el Festival Alba (Italia), el FIPRESCI de la Crítica internacional y el premio del público y el de mejor película en el BAFICI (Festival de Cine Independiente de Buenos Aires).  En España ganó el premio como película revelación y mejor montaje del Círculo de Escritores Cinematográficos, el de mejor dirección novel y mejor dirección documental de la Asamblea de Directores Cinematográficos Españoles (ADIRCE) y el Premio Ojo Crítico de Cine de Radio Nacional de España. La película fue distribuida en Francia, Portugal, Países Bajos, América Latina EEUU... y exhibida en más de 30 países. Cineastas como Víctor Erice publicaron textos en prensa sobre el largometraje que también fue seleccionada por el cineasta Jian Zhang-Ke, en el Montreal International Documentary Festival (2012), como la película que marcó su vida.
En 2008 inicia la realización de Mercado de futuros (2011), largometraje seleccionado en festivales como el Festival Internacional de Cine de Róterdam, el MIFF Melbourne International Film Festival y el Festival internacional de Cine de Guadalajara. Ganó el Premio Nuevas Miradas en el Festival Internacional de Documentales Visions du Réel de Nylon (Suiza), Mención especial en el Buenos Aires Festival Internacional de Cine Independiente (BAFICI), Premio Navaja de Buñuel (2011) de Versión Española de TVE y Mejor Documental del Festival de cine español en Nantes. 
En 2012 realizó el poema-ensayo sobre el paisaje Cinco elementos para cualquier universo. 
En 2013, es elegida para participar en la Bienal de Venécia, con ocho piezas documentales, junto al fotógrafo Francesc Torres en el Pabellón Catalán con el proyecto 25% Catalonia at Venice.  
En 2020 participó en la 8.ª edición del ciclo de cine La Pantalla del Arte del Museo Würth La Rioja junto a otros directores como Josefina Molina, David Trueba y Jaime Rosales.
Como docente es profesora colaboradora en el Máster en Documental de Creación de la Universidad Pompeu Fabra, centro en el que estudió y en el que impartió la lección inaugural del Grado de Comunicación Audiovisual 2018-2018. También forma parte del profesorado en el Máster en Documental de La Escola de Cinema de Barcelona.
Comprometida con su tierra, la Soria rural y despoblada, en 2019 impartió el Taller de rodaje Rostros y Lugares. Filmar en Tierras Altas, en el XXI Festival Internacional de Cortos Ciudad de Soria. En 2023 impulsa el proyecto de desarrollo cultural, Cultivar la Memoria, que incluye el Taller Cine en Curso y la Muestra Fotográfica Que el mundo continúe.
En 2023 creó Escribir en el tiempo, una videoinstalación sobre la piedra seca, técnica constructiva tradicional y popular. Formó parte de la exposición Dues pedres. Paisatges persistents (Dos piedras. Paisajes persistentes) en el  Palacio Robert de Barcelona, del 20 de diciembre de 2023 al 2 de junio de 2024. 
En 2024, su pieza audiovisual, Els dos costats del mirall (Los dos lados del espejo), abrió la exposición Agnès Varda. Fotografiar, filmar, reciclar, sobre la sobre la cineasta francesa en el Centro de Cultura Contemporánea de Barcelona, Comisariada por Rosalie Varda, Florence Tissot, Jordi Costa e Imma Merino.  Álvarez, a la muerte de  Varda, en 2019, había escrito un artículo, El cine en cuatro planos, sobre la admiración que profesó.

## Filmografía
1997: El viento africano

#### 2004: El cielo gira
Es un largometraje protagonizado por Antonino Martínez, José Fernández, Sara García Cámbara, Silvano García y Cirilo Fernández, entre otros. En él, Mercedes vuelve a su pueblo natal —Aldealseñor— para plasmar poéticamente la vida de sus habitantes y su memoria, a través de sus depuradas palabras y su paisaje primigenio.
La estructura y el guion, coescrito con Arturo Redín, se acabaron de completar en el montaje, seleccionando el material válido y tratando de que el argumento reflejara la vida de Aldealseñor.
La cinta obtuvo, entre otros, los siguientes premios:
- 2005 - Tiger Award, Róterdam Film Festival 2004. [4]
- 2005 - Winner ‘Grand Prix’, Festival du Cinéma du Reel, París, 12 de marzo.[25] [5]
- 2005 - Premio Unosguardo a la Mejor Película, Infinity Festival.
- 2005 - Mejor Película, Premio Fipresci, Crítica Internacional y Premio del Público, en BAFICI, Buenos Aires [6]
- 2005 - Premio del Público, Festival de cine de París.
- 2005 - Premio Película Revelación y Mejor Montaje, Círculo de Escritores Cinematográficos.
- 2005 - Premio Ojo Crítico a la mejor película.[26]

2011- Mercado de futuros
Su segundo largometraje refleja la ciudad entera como espacio virtual de una feria inmobiliaria. La cámara se asoma al desalojo de una casa, que se vacía de toda su memoria, unos agentes de bolsa, un congreso sobre liderazgo empresarial, un vendedor del rastro que atesora recuerdos y se resiste a vender. Con estos espacios y personajes intenta dibujar algunos rasgos del nuevo aspecto del mundo.
Recibió los siguientes galardones:
- 2011: Premio Miradas Nuevas del Festival de Nyon, Vissions du Réel.
- 2011: Premio "Navaja de Buñuel" película Revelación, TVE.[8]
- 2011: Premio mejor documental, Festival de cine de Nantes, Francia.
- 2011: Mención Especial de jurado, Festival Internacional de Cine de Buenos Aires.[26]

2012: Cinco elementos para cualquier universo, poema-ensayo sobre el paisaje.  
2013: Ocho piezas documentales para el proyecto 25% Catalonia at Venice del Pabellón Catalán en la Bienal de Venecia. 
2023-2024: Escribir en el tiempo, videoinstalación sobre la piedra seca, en la exposición Dues pedres. Paisatges persistents del Palau Robert de Barcelona.   
2024: Agnès Varda, los dos lados del espejo (Filmin), pieza audiovisual de la exposición Agnès Varda. Fotografiar, filmar, reciclar, en el Centro de Cultura Contemporánea de Barcelona. 

## Premios y nominaciones
Medallas del Círculo de Escritores Cinematográficos
| Año  | Categoría         | Película      | Resultado |
| ---- | ----------------- | ------------- | --------- |
| 2005 | Mejor director    | El cielo gira | Nominada  |
| 2005 | Premio revelación | El cielo gira | Ganadora  |